# Réchytsa
Réchytsa (en bielorruso: Рэ́чыца; en ruso: Ре́чица; en polaco: Rzeczyca; en lituano: Rečyca) es una ciudad subdistrital en la provincia de Gómel de Bielorrusia. Es el centro del raión de Réchytsa. La ciudad está ubicada en el río Réchytsa, que desemboca en el Dniéper. En 2020, la población era de 66 400.

## Historia
Rechytsa tenía una de las comunidades judías más antiguas de Bielorrusia, y más tarde la ciudad fue un centro para los judíos jasídicos de Jabad. En 1648, los cosacos asesinaron a muchos de sus judíos. La población judía de la ciudad en 1766 era de 133, aumentando a 1268 en 1800 (dos tercios de la población total) y 2080 en 1847. En 1897 la población judía de la ciudad creció a 5334, que constituía el 57 por ciento de la población general. En vísperas de la Primera Guerra Mundial, se cree que la población judía ascendía a unos 7500. El rabino Shalom Dovber Schneersohn de Réchytsa (f. 1908) dirigió la rama Kapust del movimiento Chabad hasta su muerte en 1908.
Durante la Segunda Guerra Mundial, los alemanes ocuparon la ciudad el 23 de agosto de 1941 y en noviembre los 3000 judíos restantes se reunieron en un gueto. El 25 de noviembre, los judíos fueron asesinados por los nazis. Después de la guerra, algunos judíos regresaron a Réchytsa. La ciudad no tenía sinagoga, y en 1970 la población judía se estimaba en unos 1000. En la década de 1990, la mayoría de los judíos de la ciudad emigraron a Israel y Occidente.